# Костково 2
Костково 2 (рос. Костково 2) — присілок в Бєжаницькому районі Псковської області Російської Федерації.
Населення становить 12 осіб. Входить до складу муніципального утворення Чихачьовське муніципальне утворення.

## Історія
Від 2005 року входить до складу муніципального утворення Чихачьовське муніципальне утворення.

## Населення
| 2001 | 2002 | 2010 |
| ---- | ---- | ---- |
| 12   | ↗13  | ↘12  |